# Karlsøy kommun
Karlsøy kommun (norska: Karlsøy kommune) är en kommun längst norrut i Troms fylke i norra Norge. Centralort är tätorten Hansnes på nordöstsidan av ön Ringvassøy.
Kommunen består helt av öar, totalt cirka 600 stycken. Av landarealen är 7 % jordbruk, 10 % skog och resten öde klippor och fjällområden. De största öarna är Vannøya, Karlsøya, Helgøya, Nord-Kvaløya, Reinøya och Nord-Fugløya. Dessutom ingår stora delar av Rebbenesøya och Ringvassøya. På dessa senare öar har kommunen landgräns mot Tromsø kommun i söder. Bebodda öar är Ringvassøya, Reinøya, Karlsøya, Vannøya och Rebbenesøya. I öster ligger Lyngens kommun och Skjervøy kommun och i norr och väster ligger Atlanten.
De bebodda öarna sammanbinds av färjor, men från Ringvassøya finns också en fast förbindelse, Kvalsundstunneln (fylkesväg 863) till Kvaløya med vidare förbindelse via Tromsøya till fastlandet. Stora delar av kommunen består av Nordkvaløy-Rebbenesøy landskapsvernområde.
Huvudnäringen är fiskeri. Bland annat exporteras saltfisk till Portugal, Spanien och Brasilien. Turism är en näringsgren i tillväxt.

## Administrativ historik
Karlsøy kommun bildades på 1830-talet, samtidigt med flertalet andra norska kommuner.
1867 överfördes Sørfjords socken med 867 invånare till Lyngens kommun. 1886 bildades Helgøy kommun genom en delning av Karlsøy kommun. 1964 slogs Helgøy och Karlsøy kommuner samman igen, samtidigt som fastlandsdelen av Karlsøy kommun överfördes till Lyngens kommun.

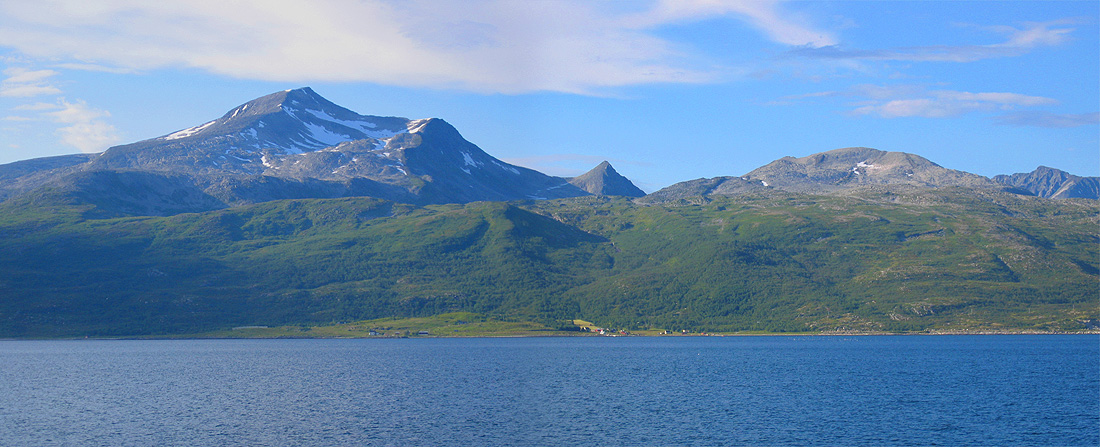
Ön Vannøya, sedd från färjan.

## Tätorter
I Karlsøy kommun finns en tätort:
- Hansnes (centralort)

## Socknar
Inom Norska kyrkan motsvaras Karlsøy kommun av Karlsøy socken i Tromsø domprosteri i Nord-Hålogalands stift.